# José Luccioni (chanteur)
Ne doit pas être confondu avec son petit-fils, José Luccioni (acteur).
Pour les articles homonymes, voir Luccioni.
José Luccioni est un artiste lyrique français, né le 14 octobre 1903 à Bastia (Haute-Corse) et mort le 5 octobre 1978 à Marseille (Bouches-du-Rhône).
Membre de la troupe de l'Opéra de Paris, c'est l'un des grands ténors de l'entre-deux-guerres.

## Biographie
Joseph Luccioni débute comme mécanicien et chauffeur pour Citroën et ce n'est que lors de son service militaire que ses qualités vocales sont remarquées. Il part étudier le chant à Paris avec Léon David et Léon Escalaïs et fait ses débuts sur scène à l'Opéra de Rouen en 1931 dans Tosca (Cavaradossi). Son registre de ténor dramatique lui ouvre aussitôt les portes de l'Opéra de Paris où il ne reste cependant qu'une saison. Le 18 novembre 1933, il entre à l'Opéra-Comique où il chante Don José dans Carmen, rôle qu'il reprendra en 1935 au Covent Garden de Londres aux côtés de Conchita Supervía et qu'il chantera plus de 500 fois au cours de sa carrière. Toujours à l'Opéra-Comique, il crée le rôle-titre de Cyrano de Bergerac de Franco Alfano en 1936 et chante les principaux rôles du répertoire : Werther (rôle-titre), Pagliacci (Canio), Tosca (Cavaradossi), La Bohème (Rodolfo), Cavalleria rusticana (Turridu), Otello  (rôle-titre), Esclarmonde (Roland), etc.
Sa carrière devient rapidement internationale : il se produit  à l'Opéra de Monte-Carlo où il chante Boris Godounov avec Fédor Chaliapine, en Italie, notamment à l'Opéra de Rome et aux Arènes de Vérone, en Espagne (Liceu de Barcelone), en Argentine (Teatro Colón de Buenos Aires) et aux États-Unis (Opéra de Chicago).
Après la Seconde Guerre mondiale, il apparait dans plusieurs films puis prend la direction de l'opéra de Nice.
Il est le patriarche d'une lignée d'artistes : son fils, Jacques Luccioni (né le 25 janvier 1930 à Paris) débute lui aussi comme ténor en 1956 à l'Opéra-Comique dans le rôle de Don José avant de se tourner vers le répertoire de baryton au début des années 1960 (Danilo dans La Veuve joyeuse au théâtre du Châtelet aux côtés de sa seconde épouse Géori Boué) puis de passer à la mise en scène et à la direction de troupe (Centre lyrique populaire de France). Son petit-fils, José Luccioni (fils de Jacques et de la comédienne Micheline Luccioni) est acteur, tout comme son arrière-petite-fille, Olivia Luccioni.

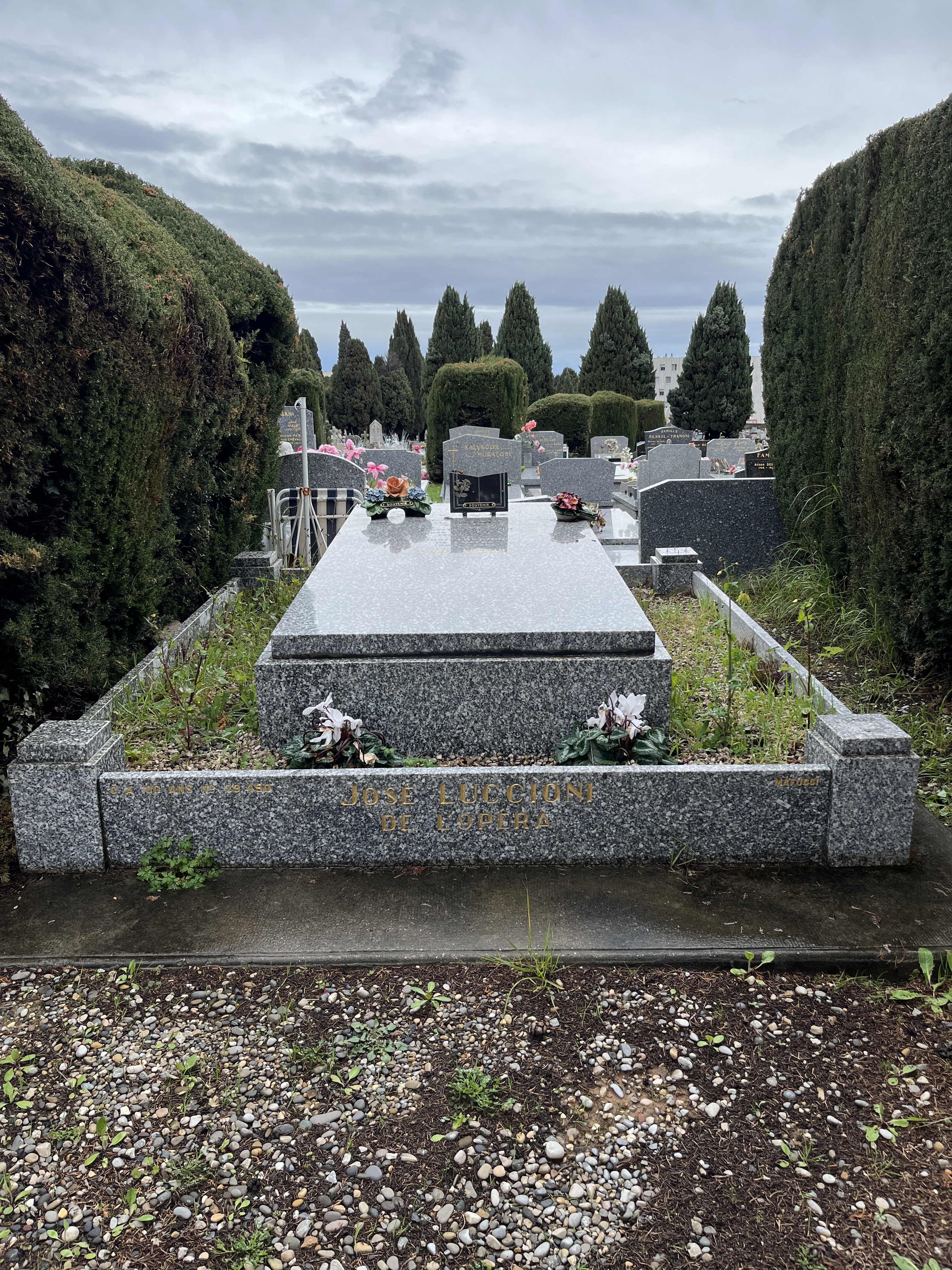
Sépulture de José Luccioni au cimetière Caucade à Nice.

## Carrière

### Cinéma
- 1946 : Noël d'Antoine Toé (court-métrage)
- 1948 : Colomba d'Émile Couzinet : Orso
- 1949 : Le Bout de la route d'Émile Couzinet : Jean

## Discographie sélective
Saint-Saëns, Samson et Dalila : Hélène Bouvier, José Luccioni, Charles Cambon, Orchestre de l'Opéra de Paris, Louis Fourestier, (1946), (CD Naxos)